# Route 190 (Manitoba)
La Route 190 (PTH 190), aussi connue comme CentrePort Canada Way, est une route provinciale du Manitoba. Elle relie la route périphérique avec la route 25 et la route 90 dans la ville de Winnipeg. La route sert de lien pour les zones industrielles situées à l'ouest de l'Aéroport de Winnipeg. Son numéro a pour origine les routes reliées, la route 1 à la route 90.
La CentrePort Canada Way a ouvert le 22 novembre 2013,.

## Futur
Le gouvernement du Manitoba prévoit de prolonger la route vers l'ouest jusqu'à la jonction entre la route 1 et la route 26 près de Saint-François-Xavier, contournant les intersections à Headingley,. Aucun échéancier n'est prévu pour le moment.

## Intersections majeures
| Division              | Ville    | km   | Destinations                                              | Notes                                  |
| --------------------- | -------- | ---- | --------------------------------------------------------- | -------------------------------------- |
| No. 11                | Winnipeg | 0,00 | PTH-101 (Perimeter Highway) – Kenora                      | Échangeur; sortie 45 de la PTH-101     |
| No. 14                | Rosser   | 5,40 | PR 221 ouest (Rosser Road)                                | Terminus est de la PR 221              |
| No. 11                | Winnipeg | 9,50 | Route 90 (Brookside Boulevard) vers PTH-7 nord – Aéroport |                                        |
| No. 11                | Winnipeg | 9,50 | Route 25 est (Inkster Boulevard)                          | La PTH-190 est devient la Route 25 est |
| - Transition de route |          |      |                                                           |                                        |